# Ponte Somerset

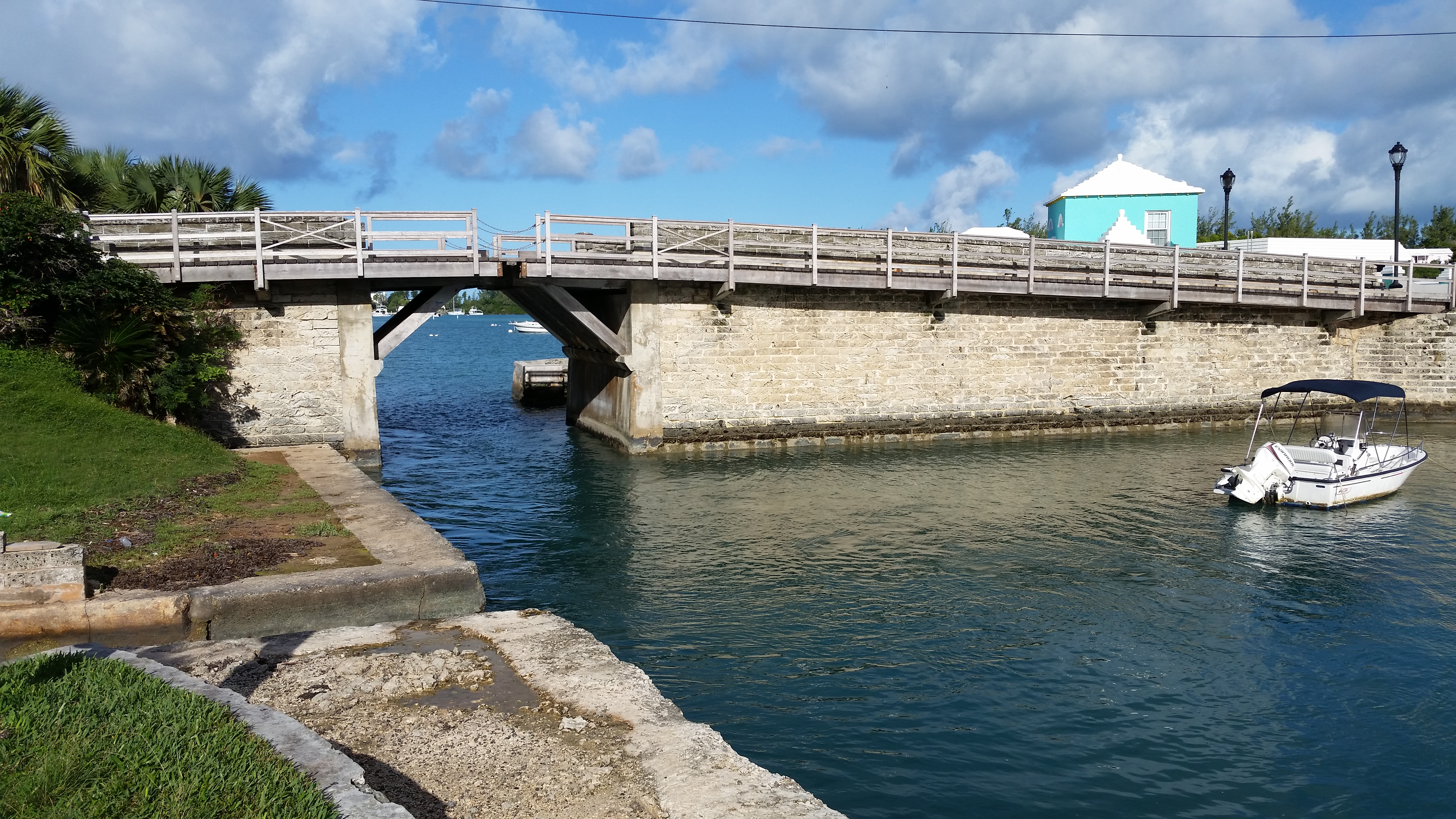
Ponte Somerset

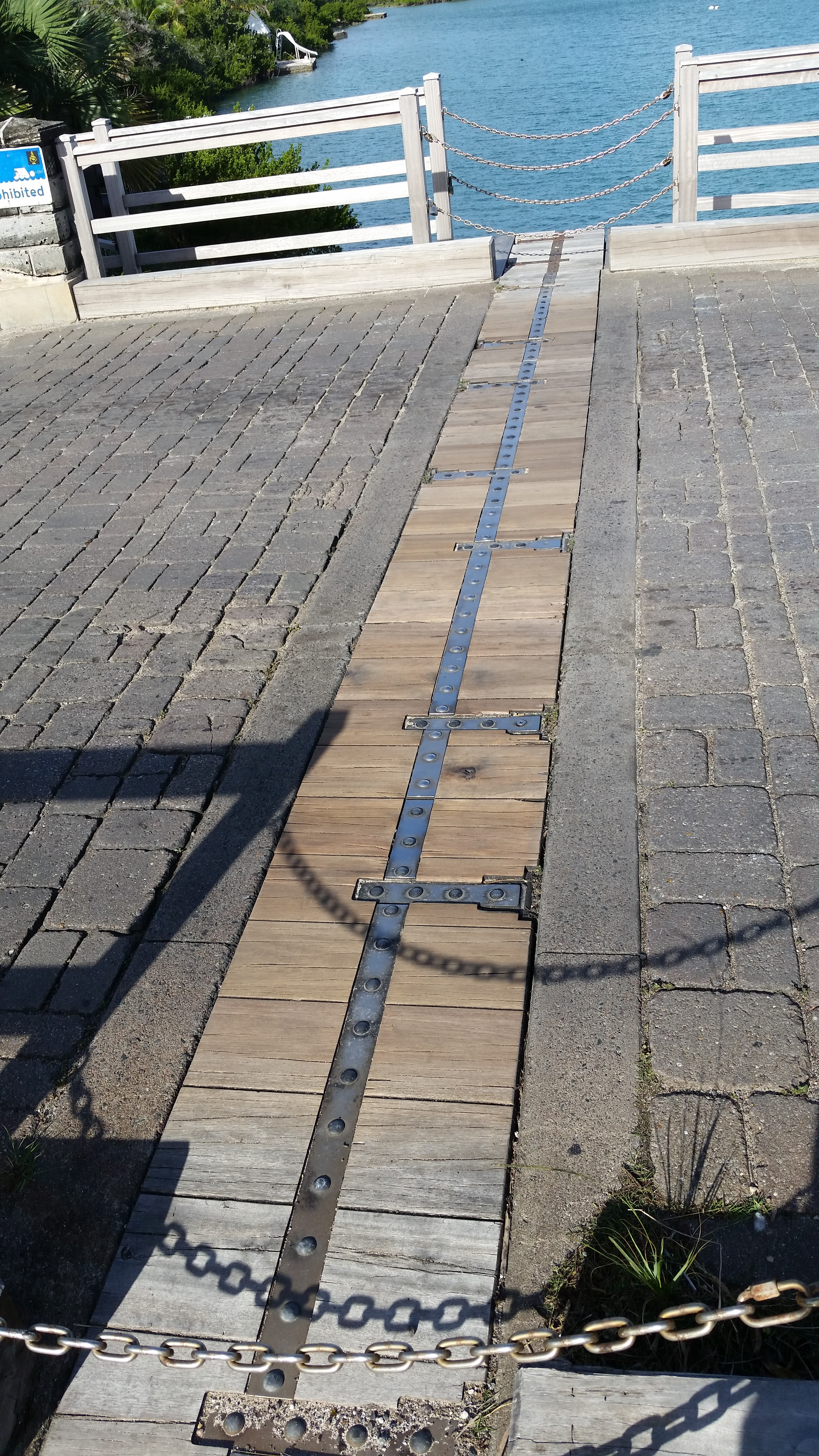
Centro da ponte levadiça Somerset com prancha dividida ao meio de 32 polegadas aberta manualmente para permitir a passagem dos mastros dos veleiros

Somerset Bridge (em português:  Ponte Somerset) é uma pequena ponte levadiça nas Ilhas Bermudas que conecta a Ilha Somerset com o continente na freguesia ocidental de Sandys. Somerset Bridge é supostamente a menor ponte levadiça em funcionamento do mundo. Ela atravessa um pequeno canal que conecta Great Sound com Ely's Harbour.
A ponte é mencionada nos atos do primeiro parlamento das Ilhas Bermudas, realizado em St. George's em 1º de agosto de 1620, que dizia: "Pontes deveriam ser construídas em Somerset, Flatts e Coney Island". Além disso, a estrada que liga Somerset a Warwick deveria ser melhorada e estendida até Castle Point. A ponte aparece em um mapa das Bermudas de 1624.
A ponte é aberta manualmente, criando um vão de 32 polegadas que permite a passagem do mastro de um veleiro. A ponte levadiça está representada em uma nota das Bermudas.